# 法定通貨
法定通貨（ほうていつうか、英: legal currency/tender）とは、強制通用力（金銭債務の弁済手段として用いることができる法的効力）を有する通貨のこと。つまり、法定通貨による債務弁済を拒否することは一般にはできない。法貨と表現されることもある。なお、日本の法令用語としては日本の法定通貨を指して単に通貨ということが多い。
複数の機関が法定通貨を発行する国もある。スコットランドの場合はイングランド銀行が発行するポンドの他にも、商業銀行であるスコットランド銀行などが発行する紙幣が法定通貨として発行されており、また香港では各商業銀行が香港ドルを発行している。

## 日本の法定通貨
現在の日本では、日本銀行が発行する日本銀行券、および造幣局が製造し政府が発行する貨幣（硬貨）のみが法定通貨である。日本銀行券は日本銀行法の定めにより、無制限の強制通用力が認められているが、補助貨幣的な性格を有する硬貨の強制通用力は、「通貨の単位及び貨幣の発行等に関する法律」により、額面価格の 20 倍まで（一回の使用につき同一金種で20枚まで）に限るものと規定される。
現在発行が停止されほとんど流通していない日本銀行券、硬貨（記念貨幣を含む）も特に無効とされたものを除き、法的効力は現在一般に流通しているものと全く等しい。
給与の支払いや税金の納付は法令により、原則として通貨で行う必要がある。

### 日本の法定通貨の一覧
2024年7月時点で通用力を有する（有効な）日本銀行券および貨幣（硬貨）の一覧を額面ごとに列挙する。ただし、制定されても発行に至らなかった未発行のものや、発行予定のもの、および記念貨幣は含めない。なお、枚数制限および強制通用力に関しては前述のとおり。

#### 一万円
| 通称                      |  |  | 備考               |
| ------------------------- |  |  | ------------------ |
| C号券 （聖徳太子10000円） |  |  |                    |
| D号券 （旧福沢10000円）   |  |  |                    |
| E号券 （新福沢10000円）   |  |  | 発行中（製造終了） |
| F号券 （渋沢10000円）     |  |  | 発行中             |

#### 五千円
| 通称                     |  |  | 備考               |
| ------------------------ |  |  | ------------------ |
| C号券 （聖徳太子5000円） |  |  |                    |
| D号券 （新渡戸5000円）   |  |  |                    |
| E号券 （樋口5000円）     |  |  | 発行中（製造終了） |
| F号券 （津田5000円）     |  |  | 発行中             |

#### 二千円
| 通称                   |  |  | 備考               |
| ---------------------- |  |  | ------------------ |
| D号券 （守礼門2000円） |  |  | 発行中（製造終了） |

#### 千円
| 通称                     |  |  | 備考               |
| ------------------------ |  |  | ------------------ |
| B号券 （聖徳太子1000円） |  |  |                    |
| C号券 （伊藤1000円）     |  |  |                    |
| D号券 （夏目1000円）     |  |  |                    |
| E号券 （野口1000円）     |  |  | 発行中（製造終了） |
| F号券 （北里1000円）     |  |  | 発行中             |

#### 五百円
| 通称                         |  |  | 備考   |
| ---------------------------- |  |  | ------ |
| B号券 （旧岩倉500円）        |  |  |        |
| C号券 （新岩倉500円）        |  |  |        |
| 五百円白銅貨                 |  |  |        |
| 五百円ニッケル黄銅貨         |  |  |        |
| 五百円バイカラー・クラッド貨 |  |  | 発行中 |

#### 百円
| 通称                       |                  |  | 備考                                                                                           |
| -------------------------- | ---------------- |  | ---------------------------------------------------------------------------------------------- |
| A号券 （聖徳太子4次100円） |                  |  | 中央「百圓」の文字の下にある赤色標識がなく、裏面模様が赤い色のものは失効券（い号券・2次100円） |
| B号券 （板垣100円）        |                  |  |                                                                                                |
| 百円鳳凰銀貨               | 百円銀貨（鳳凰） |  |                                                                                                |
| 百円稲穂銀貨               | 百円銀貨（稲穂） |  |                                                                                                |
| 百円白銅貨                 | 百円硬貨         |  | 発行中                                                                                         |

#### 五十円
| 通称                              |                          |  | 備考                                   |
| --------------------------------- | ------------------------ |  | -------------------------------------- |
| B号券 （高橋50円）                |                          |  |                                        |
| 五十円無孔ニッケル貨              | 五十円ニッケル貨（無孔） |  |                                        |
| 五十円有孔ニッケル貨 （ギザ無し） | 五十円ニッケル貨（有孔） |  |                                        |
| 五十円白銅貨                      | 五十円硬貨               |  | 発行中（新規製造はミントセット用のみ） |

#### 十円
| 通称                                  |                      |                              | 備考   |
| ------------------------------------- | -------------------- | ---------------------------- | ------ |
| A号券 （議事堂10円）                  |                      |                              |        |
| 十円青銅貨 （ギザ付き、愛称：ギザ十） | 十円硬貨（ギザ付き） | ギザ十。1952年（昭和27年）。 |        |
| 十円青銅貨 （ギザ無し）               | 十円硬貨（ギザ無し） |                              | 発行中 |

#### 五円
| 通称                                    |                              |  | 備考                                   |
| --------------------------------------- | ---------------------------- |  | -------------------------------------- |
| A号券 （紋様5円）                       |                              |  |                                        |
| 五円無孔黄銅貨                          | 五円黄銅貨（無孔）           |  |                                        |
| 五円有孔黄銅貨 （楷書体、愛称：フデ五） | 五円黄銅貨（有孔楷書体）     |  |                                        |
| 五円有孔黄銅貨 （ゴシック体）           | 五円黄銅貨（有孔ゴシック体） |  | 発行中（新規製造はミントセット用のみ） |

#### 一円
| 通称 |         |  | 備考                                   |
| --- | ------- |  | -------------------------------------- |
| 旧一円券 （大黒札、大黒1円）                                                                                |         |  | 兌換銀券                               |
| 改造一円券 （漢数字1円（前期、記番号が漢数字のもの）、アラビア数字1円（後期、記番号がアラビア数字のもの）） |         |  | 兌換銀券                               |
| い号券 （中央武内1円）                                                                                      |         |  |                                        |
| A号券 （二宮1円）                                                                                           |         |  |                                        |
| 一円アルミニウム貨                                                                                          | 1円硬貨 |  | 発行中（新規製造はミントセット用のみ） |

紙幣の画像には赤色の見本線が描かれているものがあるが、これは実物には無い。
コンビニエンスストアやスーパーマーケットで自動釣銭機が置かれている場合、現在有効な法定通貨のうち、その機器に対応していないもの（現在発行されていないもの。機種によっては現在発行中のD二千円券も非対応。五百円ニッケル黄銅貨・ギザ十・フデ五は使用可能であることが多い）が支払いに使われた場合は、店員が現行の硬貨・紙幣に交換した上で自動釣銭機に投入したり、あるいはデータ的にその金額を入金したことにするなどの処理がなされる。
2024年7月3日にF号券の発行が開始されたが、F号券が十分な量出回るまでは回収したE号券のうち再使用に耐えうるものは再度市中に供給される。